# Stictoleptura deyrollei
Stictoleptura deyrollei — жук из семейства усачей и подсемейства Усачики.

## Описание
Жук длиной от 8 до 12 мм. Время лёта взрослого жука с июня по август.

## Распространение
Распространён в Турции, Южной Грузии и Северном Иране.

## Экология и местообитания
Жизненный цикл вида длится, возможно, от года до двух. Кормовые растения не определены.